# Mistrzostwa Polski w Łyżwiarstwie Szybkim na Dystansach 2005
19. Mistrzostwa Polski w Łyżwiarstwie Szybkim na Dystansach 2005 odbyły się w dniach 16-18 grudnia 2004 roku na torze Stegny w Warszawie.
Na dystansie 500 metrów rozgrywane są dwa biegi i suma czasów z obu biegów decyduje o kolejności zawodników.

## Kobiety
| Konkurencja: | 1. miejsce                                | Rezultat | 2. miejsce                               | Rezultat | 3. miejsce                               | Rezultat |
| 500 m        | Katarzyna Wójcicka-Trzebunia AZS Zakopane | 85,40    | Luiza Złotkowska MKS MOS Pruszków        | 88,19    | Karolina Ksyt Pilica Tomaszów Mazowiecki | 88,22    |
| 1000 m       | Katarzyna Wójcicka-Trzebunia AZS Zakopane | 1:24,37  | Karolina Ksyt Pilica Tomaszów Mazowiecki | 1:27,60  | Luiza Złotkowska MKS MOS Pruszków        | 1:28,42  |
| 1500 m       | Katarzyna Wójcicka-Trzebunia AZS Zakopane | 2:08,83  | Luiza Złotkowska MKS MOS Pruszków        | 2:17,00  | Karolina Ksyt Pilica Tomaszów Mazowiecki | 2:18,13  |
| 3000 m       | Katarzyna Wójcicka-Trzebunia AZS Zakopane | 4:43,76  | Luiza Złotkowska MKS MOS Pruszków        | 4:49,79  | Karolina Ksyt Pilica Tomaszów Mazowiecki | 4:53,87  |
| 5000 m       | Katarzyna Wójcicka-Trzebunia AZS Zakopane | 8:03,53  | Luiza Złotkowska MKS MOS Pruszków        | 8:18,62  | Magdalena Gołębiewska Marymont Warszawa  | 8:30,19  |

## Mężczyźni
| Konkurencja: | 1. miejsce                          | Rezultat | 2. miejsce                               | Rezultat | 3. miejsce                                    | Rezultat |
| 500 m'       | Maciej Ustynowicz Marymont Warszawa | 76,19    | Artur Waś Marymont Warszawa              | 77,17    | Paweł Abratkiewicz Pilica Tomaszów            | 77,37    |
| 1000 m       | Konrad Niedźwiedzki AZS Zakopane    | 1:14,46  | Maciej Ustynowicz Marymont Warszawa      | 1:16,26  | Paweł Abratkiewicz Pilica Tomaszów Mazowiecki | 1:16,78  |
| 1500 m       | Konrad Niedźwiedzki AZS Zakopane    | 1:56,12  | Paweł Zygmunt Erbet Krynica              | 1:57,86  | Maciej Ustynowicz Marymont Warszawa           | 1:58,89  |
| 5000 m       | Paweł Zygmunt Erbet Krynica         | 7:01,25  | Witold Mazur Zryw Sanok                  | 7:01,77  | Sławomir Chmura MKS MOS Pruszków              | 7:11,12  |
| 10 000 m     | Paweł Zygmunt Erbet Krynica         | 14:35,39 | Jaromir Radke Pilica Tomaszów Mazowiecki | 14:55,53 | Sławomir Chmura MKS MOS Pruszków              | 15:00,50 |